# Nederlandse kampioenschappen schaatsen afstanden 2014 - 5000 meter mannen
De 5000 meter mannen op de Nederlandse kampioenschappen schaatsen afstanden 2014 werd gereden op vrijdag 25 oktober 2013 in ijsstadion Thialf te Heerenveen. Er namen twintig mannen deel.
Titelverdediger en topfavoriet was Olympisch kampioen, wereldkampioen en wereldrecordhouder Sven Kramer die de titel pakte tijdens de NK afstanden 2013. Er waren vijf startplaatsen te verdienen voor de wereldbeker schaatsen 2013/2014 voor de vijf snelste schaatsers. Sven Kramer reed een kampioenschapsrecord en prolongeerde met succes zijn titel.

## Statistieken

### Uitslag
| #      | Schaatser            | Ploeg                  | Tijd    |
| ------ | -------------------- | ---------------------- | ------- |
| Goud   | Sven Kramer          | TVM                    | 6.12,89 |
| Zilver | Jorrit Bergsma       | BAM                    | 6.17,79 |
| Brons  | Bob de Jong          | BAM                    | 6.19,20 |
| 4      | Jan Blokhuijsen      | Team Corendon          | 6.19,52 |
| 5      | Koen Verweij         | TVM                    | 6.20,19 |
| 6      | Douwe de Vries       | TVM                    | 6.23,24 |
| 7      | Rob Hadders          | A-ware/Fonterra        | 6.23,64 |
| 8      | Robert Bovenhuis     | Team Corendon          | 6.24,19 |
| 9      | Arjen van der Kieft  | individueel rijder     | 6.24,34 |
| 10     | Frank Vreugdenhil    | Primagaz-Telstar Sport | 6.29,57 |
| 11     | Renz Rotteveel       | Team Corendon          | 6.32,36 |
| 12     | Ted-Jan Bloemen      | Project 2018           | 6.34,29 |
| 13     | Simon Schouten       | Primagaz-Telstar Sport | 6.34,65 |
| 14     | Jos de Vos           | Project 2018           | 6.35,59 |
| 15     | Christijn Groeneveld | TVM                    | 6.36,02 |
| 16     | Bart Mol             | Primagaz-Telstar Sport | 6.36,55 |
| 17     | Arjan Stroetinga     | BAM                    | 6.38,87 |
| 18     | Willem Hut           | Team Van Werven        | 6.39,72 |
| 19     | Crispijn Ariëns      | A-ware/Fonterra        | 6.41,40 |
| 20     | Bob de Vries         | BAM                    | 6.44,33 |

### Loting
| Rit | Binnenbaan           | Buitenbaan          |
| --- | -------------------- | ------------------- |
| 1   | Crispijn Ariëns      | Willem Hut          |
| 2   | Simon Schouten       | Arjen van der Kieft |
| 3   | Jos de Vos           | Frank Vreugdenhil   |
| 4   | Bart Mol             | Arjan Stroetinga    |
| 5   | Rob Hadders          | Bob de Vries        |
| 6   | Renz Rotteveel       | Robert Bovenhuis    |
| 7   | Koen Verweij         | Ted-Jan Bloemen     |
| 8   | Christijn Groeneveld | Douwe de Vries      |
| 9   | Sven Kramer          | Jan Blokhuijsen     |
| 10  | Bob de Jong          | Jorrit Bergsma      |

1987 · 
1988 · 
1989 · 
1990 · 
1991 · 
1992 · 
1993 · 
1994 · 
1995 · 
1996 · 
1997 · 
1998 · 
1999 · 
2000 · 
2001 · 
2002 · 
2003 · 
2004 · 
2005 · 
2006 · 
2007 · 
2008 · 
2009 · 
2010 · 
2011 · 
2012 · 
2013 · 
2014 · 
2015 · 
2016 · 
2017 · 
2018 · 
2019 · 
2020 · 
2021 · 
2022 · 
2023 · 
2024 · 
2025